# Our Lady of the Lake University
La Our Lady of the Lake University è un'università privata di indirizzo cattolico con sede a San Antonio, nello stato americano del Texas.
L'istituto fu eretto a partire dal 14 agosto 1895 dalle Suore della Divina Provvidenza presso l'Elmendorf Lake, nella zona occidentale di San Antonio. I corsi, inizialmente riservati alle studentesse, partirono nel 1896. Fu elevato al grado di università nel 1975.